# گاوداری علی شفیعی
گاوداری علی شفیعی یک منطقهٔ مسکونی در ایران است که در دهستان قناتغستان واقع شده‌است. گاوداری علی شفیعی ۲۳ نفر جمعیت دارد.